# Friedrich Majer
Friedrich Majer (auch Maier) (* 28. April 1772 in Koskau bei Schleiz; † 15. Mai 1818 in Gera) war ein deutscher Historiker und Volkskundler.
Majer wurde als Sohn eines Predigers, später Oberpfarrers in Tanna, geboren. Ab 1781 studierte er in Jena und lebte danach in Weimar und wurde 1804–1805 Fürstenerzieher des späteren Fürst von Reuß-Schleiz Heinrich LXII. und führte diesen an den Universitäten von Würzburg und Bamberg. Wegen der Kriegsereignisse konnten die Grand Tour des Fürsten, bei welchen Majer als Begleiter vorgesehen war, nicht stattfinden. Daher lebte er in Jena und lehrte als Privatdozent in Weimar. Ab 1804 war er fürstlich Reussisch-Schleizischer Rat, zuletzt Legationsrat. Seit 1802 war er korrespondierendes Mitglied der Bayerischen Akademie der Wissenschaften.
Majers Forschungsschwerpunkt lag auf der Volkskunde, besonders der Religionskunde. Er war ein Schüler von Johann Gottfried Herder und führte Arthur Schopenhauer 1813 in das antike hinduistische Denken ein.

## Veröffentlichungen
- Geschichte der Ordalien, insbesondere der gerichtlichen Zweikämpfe in Deutschland. Ein Bruchstück aus der Geschichte und den Alterthümern der deutschen Gerichtsverfassung. Akademische Buchhandlung, Jena 1795 (Unveränderter fotomechanischer Nachdruck. Zentralantiquariat der Deutschen Demokratischen Republik, Leipzig 1970).
- Briefe über das Ideal der Geschichte. Bohn, Lübeck 1796, Digitalisat.
- Zur Kulturgeschichte der Völker. Historische Untersuchungen. 2 Bände. Hartknoch, Leipzig 1798.
- Allgemeine Geschichte des Faustrechts in Deutschland. Band 1, Abtheilung 1–2 (mehr nicht erschienen[1]). Frölich, Berlin 1799.
- Bertrand Du Guesclin. Romantische Biographie. 2 Bände. Wilmanns, Bremen 1801–1802.
- Allgemeines Mythologisches Lexicon. Abtheilung 1, Band 1–2 (mehr nicht erschienen[2]). Landes-Industrie-Comptoir, Weimar 1803–1804.
- Chronik des Fürstlichen Hauses der Reussen von Plauen. auf Kosten des Verfassers, Weimar 1811.
- Mythologisches Taschenbuch, oder Darstellung und Schilderung der Mythen, religiösen Ideen und Gebräuche aller Völker. Nach den besten Quellen für jede Classe von Lesern entworfen.  2 Jahrgänge. Verlag des Landes-Industrie-Comptoirs, Weimar 1811, 1813, ZDB-ID 720140-0.
- Anonym: Vorschläge zur Güte bei der Wiederherstellung Deutschlands. Germanien (i. e.: Verlag des Landes-Industrie-Comptoirs, Weimar) 1814, Digitalisat bei Google-Books.
- Brahma oder die Religion der Inder als Brahmaismus. C. H. Reclam, Leipzig 1818, Digitalisat.
- Mythologische Dichtungen und Lieder der Skandinavier. Aus dem Isländischen der jüngern und ältern Edda übersetzt und mit einigen Anmerkungen begleitet. Cnobloch, Leipzig 1818.